# Juan Antonio Reig Plà

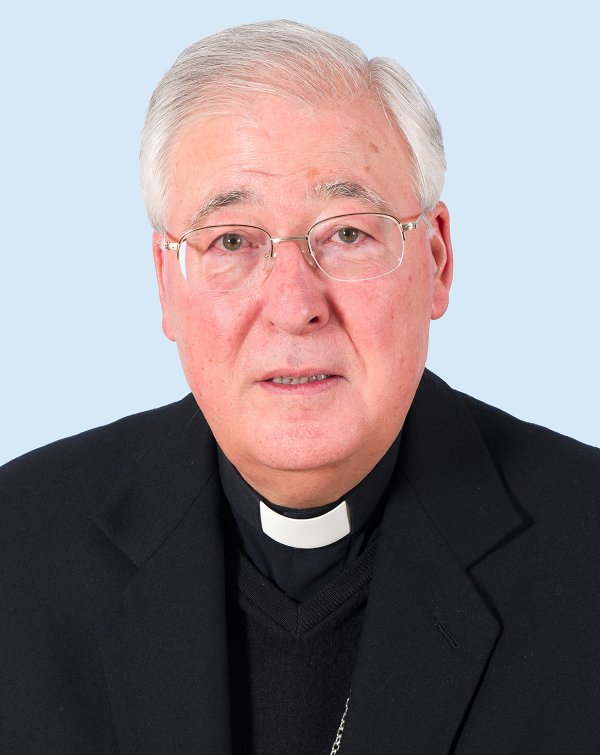
Bischof Juan Antonio Reig Plà

Bischofswappen

Juan Antonio Reig Plà (* 7. Juli 1947 in Cocentaina) ist ein spanischer Geistlicher und emeritierter römisch-katholischer Bischof von Alcalá de Henares.

## Leben
Juan Antonio Reig Plà empfing am 8. Juli 1971 das Sakrament der Priesterweihe für das Erzbistum Valencia.
Am 22. Februar 1996 ernannte ihn Papst Johannes Paul II. zum Bischof von Segorbe-Castellón de la Plana. Der Apostolische Nuntius in Spanien, Erzbischof Lajos Kada, spendete ihm am 14. April desselben Jahres die Bischofsweihe; Mitkonsekratoren waren der Erzbischof von Barcelona, Ricardo María Kardinal Carles Gordó, und der Erzbischof von Valencia, Agustín García-Gasco Vicente. Für sein bischöfliches Wappen wählte er als Wahlspruch eine Stelle aus dem Hymnus Ave maris stella. Die erste Zeile der vierten Strophe „Monstra te esse matrem“ bedeutet in der Übersetzung: „Zeige dich als Mutter“.
Papst Benedikt XVI. ernannte ihn am 24. September 2005 zum Bischof von Cartagena. Die Amtseinführung erfolgte am 19. November desselben Jahres. Am 7. März 2009 ernannte ihn Papst Benedikt XVI. zum Bischof von Alcalá de Henares.
Am 21. September 2022 nahm Papst Franziskus das von Juan Antonio Reig Plà aus Altersgründen vorgebrachte Rücktrittsgesuch an.